# Needless
Needless (яп. ニードレス Ни:дорэсу) — японская манга, автором которой является Ками Имаи. Впервые начала публиковаться издательством Ultra Jump с 2004 года.
Позже студией Madhouse была выпущена аниме-адаптация, которая транслировалась по телеканалу Tokyo MX со 2 июля по 10 декабря 2009 года. Всего было выпущено 24 серии аниме. Сериал был лицензирован на территории США компанией Sentai Filmworks а также был выпущен на DVD и Blu-ray 11 февраля и 12 апреля 2011 года.

## Сюжет
Действие происходит в 2130 году. За 50 лет до главных событий (во время 3 мировой войны) на Японию были сброшены ядерные ракеты, которые образовали мёртвые зоны. Одна из таких находится прямо в центре Токио и известна как чёрная дыра (из-за отсутствия источников света ночью). Но и чёрная дыра не безлюдна. Там обитают люди, среди которых многие обладают сверх-человеческими способностями, из-за чего получили название «лишние», они порицаются в человеческом обществе, которое боится их. Каждый лишний обладает особенным фрагментом (осколком), и может управлять определённым элементом (огонь, холод, левитация, скорость и др.).
Действие разворачивается вокруг Круза, молодого зелёноволосого парня, который спасался бегством со своей сестрой Харукой от Тестамента (боевого робота), но только один выжил, его спас Адам Блейд — уникальный лишний, который способен запоминать способности лишних и использовать их в дальнейшем. Круз присоединяется к Адаму чтобы разрушить башню Семиона, чтобы отомстить за сестру и спасти жителей чёрной дыры.

## Лишние
Это потомки выживших людей, обитающие на территории чёрных дыр. Получили название из-за презрения и страха со стороны людей. Они подверглись радиации и мутировали в более совершенных существ. По мнению учёных лишние являются переходным звеном между человеком и богом. Каждый лишний обладает уникальной силой, связанной с природными элементами, физическими, телепатическими и прочими способностями. Такая сила называется осколком. В зависимости от его особенности, лишний может быть сильнее или слабее. Так например есть осколки, связанные с психикой человека, которые не пригодны для битв. Каждый лишний может обладать лишь одним осколком, кроме Блейда и Арклайда — лишних, созданных в лабораторных условиях. Многие лишние во время боя используют хитрости, чтобы заставить противника подумать, что он управляет несколькими силами. По мнению Арклайда, каждая способность лишнего — следующая ступень перехода из человека к богу и лишь собрав все способности лишних, можно стать им. Арклайд в конце серии становится на момент богом, но его тело начинает быстро разрушаться так как тело Черной мадам пожертвовавшей собой ради него не способно было выдержать клетки Эдема.

## Список персонажей
- Круз Шилд (яп. クルス・シルト Курусу Сирудо)

Главный герой истории. Молодой парень с зелёными волосами. Со стороны не обладает никакими способностями, но по словам его сестры Аруки, Круз обладает повышенным интеллектом и может находить выходы даже в самых трудных ситуациях. В течение сериала он сопровождает Блейда и Еву, присутствуя во время битвы. Но никогда не принимает в ней участия, часто становясь наиболее уязвимым из всех.В начале серии он стал свидетелем, как тестамент якобы убил его сестру и всё время скорбел по ней, из-за чего Ева часто ругала его, будучи уверенной страдание по умершим есть главный корень слабости, особенно у мужчин. Очень стеснительный и слабохарактерный. Так этим воспользовались Блейд и Ева и сделали его «мальчиком на побегушках». Несмотря на это, у него чистое и доброе сердце. До начала истории входил к группу повстанцев со своей сестрой.
Сэйю: Ая Эндо
- Адам Блейд (яп. アダム・ブレイド Адаму Бурэидо)

Высокий мужчина — священник. Он обладает уникальной способностью — запоминать атаки противников благодаря камню на лбу и в дальнейшем использовать их способности. Так, после каждой битвы Блейд становится более сильным. Органы Блейда покрыты металлической оболочкой, что делает его практически неуязвимым к атакам. С виду кажется дружелюбным, но на самом деле беспощаден ко своим врагам. Однако он питает слабость к милым девочкам и не способен поначалу наносить им удары. Позже выясняется, что Блейд был создан в лабораторных условиях как часть проекта «Ева». Блейд стал первым из 78 подопытных, в чьём теле удачно прижились клетки адама. До этого все предыдущие скоропостижно умирали. В молодости Блейд выглядел более стеснительным и неуверенным в себе, в чём был похож на Круза.
Сэйю: Такэхито Коясу
- Ева Ноишванштайн (яп. イヴ・ノイシュヴァンシュタイン Иву Ноисювансютаин)

Лишний и ближняя подружка Блейда. Способна преобразовывать части тела в любые предметы. Очень сильна в бою, но очень быстро теряет энергию и поэтому регулярно пьёт высококалорийные напитки ДероДоро, с помощью которых моментально восстанавливается. Может также лечить раны у других людей и принимать облик любого человека и даже неодушевлённого предмета. Была похищена посланницами из Семиона и заключена в тюрьму, где её разумом овладели и позже заставили сражаться против главных героев. Позже Блейд спасает её. Когда-то давно встречалась с маленьким Блейдом в лаборатории. В отличие от него, она уже тогда была с буйным характером.
Сэйю: Эри Китамура
- Гидо (яп. ギド Гидо)

Старый учёный. Его полное имя — Рикудо Гин (яп. 六道 銀 Рикудо: Гин). Он занимается изучением техники и помогает Блейду и Еве. Обыкновенный человек и не обладает никакими способностями. Во время сражений как и Круз остаётся наблюдателем. Когда-то проводил эксперименты над созданием нового бога и создал Адама и Арклайда. Его девушка Касуми очень болезненно реагировала каждый раз, когда предыдущие подопытные умирали. Именно она дала Блейду и Арклайду их имена (от их названий А-Б и А-А).
Сэйю: Кэндзи Уцуми
- Диск (яп. ディスク Дисуку)

Она хранительница заброшенной базы данных и знает практически все о каждом. Несмотря на то, что выглядит как маленькая девочка, ей уже более 100 лет (по той причине, что она почти полностью заменила свои органы на механизмы и стала практически киборгом). Поначалу она выглядит недружелюбной, но потом решает присоединиться к команде Блейда. Она может получать нужную информацию о объекте на расстоянии, взламывать системы и чинить технику, а также оказывать первую медицинскую помощь.
Сэйю: Эмири Като
- Момодзи Тэруяма (яп. 照山 最次 Тэруяма Момодзи)

Лишний. обладает силой огня. Очень буйный и всегда нарывается на драку. Перепутал сначала Блейда с Арклайдом и напал не него, но буквально сразу потерпел поражение. Вскоре решает присоединиться к Блейду и сопровождает его. Блейд перенял его способность и стал часто использовать её в бою.
Сэйю: Кэнтаро Ито
- Сэто (яп. セト Сэто)

Девушка с огромным мечом. Она живёт только ради денег. Называет себя одержимой синигами, но на самом деле придумывала это, чтобы отторгать людей. Её способность — гравитация, она может делать вещи невесомыми или увеличивать их вес в сотни раз. Её меч был уничтожен Арукой — сестрой Круза.
Сэйю: Каори Фукухара
- Солва (яп. ソルヴァ Сорува)

Девушка с голубыми волосами. Она обладает силой магнита и может притягивать или отталкивать любые объекты. Была членом местной банды и мечтает завладеть всем миром. У неё жуткий садистский потенциал и мания величия.
Сэйю: Асами Имаи
- Адам Арклайд (яп. アダム・アークライト Адаму А:кураидо)

Главный в корпорации Семиона. Он имеет такую же внешность, что и Блейд, и те же возможности. Потенциально сильнее его, так как вобрал в себя гораздо больше способностей. Однако его тело несовершенно. Так у него отсутствуют сердце и глаз, поэтому он жаждет поймать Блейда и заполучить его тело. Как и Блейд, является копией второго и стал провальным подопытным, поэтому его выбросили. Но он сумел выжить и, будучи изуродованным, скитался по чёрной дыре, выживая. Он желал заполучить самого второго, останки которого хранились в лаборатории, но в результате создал взрыв. Позже над Арклайдом решают дальше проводить эксперименты и усовершенствуют тело. На какой-то момент становится богом, но его тело начинает быстро разрушаться, и Блейд одерживает над ним победу.
Сэйю: Хироки Тоти
- Сатэн (яп. 左天 Сатэн)

Один из четвёрки сильнейших Семиона. Ходит всегда с завязанными глазами. Влюблён в Еву, поэтому не стал её убивать. Первоначально показал себя как «лишний», который может забирать и передавать внутреннею энергию молекул, то есть изменять тепло объектов: замораживать и высвобождать энергию, создавая пламя. Также создавать потоки воздуха, благодаря разным температурам воздуха. Так он заставляет противников ложно полагать, что обладает сразу несколькими стихиями. Позже выясняется, что когда-то он был простым человеком, работающим в лаборатории над созданием клонов второго вместе с Гидо. Но после взрыва был смертельно ранен и ему вживили камень и клетки эдема, тем самым он стал похожим на Блейда и Арклайда. То есть, он может запоминать любые способности лишних при контакте.
Сэйю: Кисё Танияма
- Итэн (яп. 右天 Итэн)

Маленький мальчик, лишний и один из четвёрки Семиона. Его способность под названием "Бермудский треугольник" казалось давала бы невероятные возможности, такие как левитация, создание объектов и непроходимый щит. Но на самом деле он лишь делал объекты невидимыми, продумывая сложные способы ввезти в заблуждение противника. Когда Круз разгадал его уловку, Ева сумела быстро его победить и уничтожить.
Сэйю: Маюми Ямагути
- Арука Шилд (яп. アルカ・シルト Арука Сирудо)

Старшая сестра Круза. Ещё в начале серии исчезла после столкновения с тестаментом. Круз был уверен, что она умерла. Но на самом деле она подстроила свою смерть, так как работала в качестве шпиона у повстанцев и сама является одной из четвёрки Семиона. Абсолютно равнодушна к своему брату и даже без колебаний решила его убить, учитывая, что раньше она проявляла горячую любовь к Крузу. Может управлять внутренней энергией частиц, разрушая их. После разрушения Семиона исчезла.
Сэйю: Мария Исэ
- Мио (яп. 未央 Мио)

Член девичьего отряда Семиона. Выглядит как невинная и добрая девочка, которая всегда беспечно улыбается. Но на самом деле крайне жестокая. Она обладает силой поднимать многотонные объекты. Так, например, она держит при себе плюшевого медвежонка Дзапэтто, который весит несколько тонн. Во время боя она швыряет игрушку или любые тяжёлые объекты в противника, раздавливая его. Даже во время сражений остаётся весёлой, и воспринимает всё это как игру.
Сэйю: Юи Макино
- Сэцуна (яп. セツナ Сэцуна)

Член и лидер девичьего отряда Семиона. У неё короткие синие волосы. Её способность — скорость. Она может нанести за долю секунды десяток ударов противнику, не давая ему возможности ответить. Влюблена в Арклайда, до ужаса боится Сатэна.
Сэйю: Саори Гото
- Кутинаси (яп. 梔 Кутинаси)

Член девичьего отряда Семиона. У неё длинные жёлтые волосы. Самая молчаливая и спокойная из всех.Общается посредством записок на блокноте. Обладает способностью управлять запахами, парализовать противника и управлять его телом или насылать иллюзии. Для усиления эффекта, она носит на руке особое приспособление.
Сэйю: Минори Тихара
- Чёрная мадам (яп. マダム・ブラック Мадаму Буракку)

Одна из четвёрки Семиона. Правая рука Арклайда и его верная помощница. Когда то была хозяйкой другой чёрной дыры. Может поднимать энергией массивные объекты, например многоэтажные здания, что делает её практически неуязвимым противником. В конце жертвует своим телом, чтобы воскресить Арклайда.